# 김정태 (1898년)
김정태(金廷泰, 1898년 8월 15일 ~ 1950년 7월, 자(字)는 수태(洙泰) 호는 설창(雪倉))는 대한민국의 독립운동가이다. 경상남도 김해 출생으로  '진영읍 제1차 기미년 독립운동'의 주동자로 일경에 체포되어 대구교도소에서 1년 6개월 간의 수감 생활을 했다. 출소 후 김구 등과 교분을 가지다가 보도연맹 사건으로 이승만정권에 의해 학살당한다. 그 후 독립운동의 공로를 인정받아 1982년 대통령표창, 1990년 건국훈장 애족장을 수여 받았다. 사회운동가인 김영욱은 그의 아들이다.